# Año Internacional de la Papa
2008 fue proclamado Año Internacional de la Papa por la Asamblea General de las Naciones Unidas mediante la resolución 60/191, aprobada el 22 de diciembre de 2005. Esta iniciativa surgió a partir de la resolución 4/2005 de la Conferencia de la Organización de las Naciones Unidas para la Agricultura y la Alimentación (FAO), aprobada el 25 de noviembre de 2005. La designación se basó en la importancia de la papa como un alimento esencial en la dieta mundial y su papel en la seguridad alimentaria y la erradicación de la pobreza. La FAO fue la organización encargada de coordinar las actividades del año con la colaboración de gobiernos, el Programa de las Naciones Unidas para el Desarrollo (PNUD), centros del Grupo Consultivo sobre Investigaciones Agrícolas Internacionales y otras organizaciones del sistema de la ONU, así como ONG pertinentes.

## Actividades y alcance
Durante este Año, se promovió la investigación y el desarrollo de tecnologías agrícolas que mejoraran la producción de papa, especialmente en países en desarrollo. Se llevaron a cabo conferencias internacionales, campañas de sensibilización y programas educativos para resaltar el valor nutricional, la diversidad genética y la contribución de este cultivo a la seguridad alimentaria global. Se fomentó la inversión en infraestructura agrícola y en el mejoramiento de variedades de papa resistentes a enfermedades y condiciones climáticas adversas. Además, se promovió la participación de pequeños agricultores y comunidades locales en la producción sostenible de papa, con el objetivo de mejorar sus medios de vida y reducir la pobreza.
La financiación de estas actividades provino de contribuciones voluntarias de gobiernos, organizaciones internacionales y el sector privado. Se destacó el papel de la papa en la reducción del hambre y la malnutrición, al ser una fuente accesible de carbohidratos, vitaminas y minerales esenciales para millones de personas en todo el mundo.